# Jerry Taihuttu
Jerry Taihuttu (Venlo, 29 januari 1970) is een Nederlands voormalig voetballer van Molukse komaf.
Taihuttu speelde als aanvaller en was met name succesvol in de Eerste divisie. In totaal speelde hij 205 wedstrijden in het Nederlands betaald voetbal waarin hij 101 doelpunten maakte. Op 6 december 1997 scoorde hij namens TOP Oss liefst zes keer in een thuiswedstrijd tegen FC Eindhoven (7-2).
Na zijn spelersloopbaan werd hij jeugdtrainer bij TOP Oss en was hij kortstondig hoofdtrainer bij Vitesse '08 uit Gennep. Na een korte periode in het seizoen 2011/12 bij VVV'03 is Taihuttu is vanaf seizoen 2012/13 trainer van RKVV Fiducia.

## Loopbaan
| Seizoen | Club             | Land       | Competitie         | Wedstrijden | Doelpunten |
| ------- | ---------------- | ---------- | ------------------ | ----------- | ---------- |
| 1989/90 | Fortuna Sittard  | Nederland  | Eredivisie         | 4           | 1          |
| 1990/91 | Fortuna Sittard  | Nederland  | Eredivisie         | 5           | 2          |
| 1991/92 | Fortuna Sittard  | Nederland  | Eredivisie         | 9           | 5          |
| 1992/93 | Fortuna Sittard  | Nederland  | Eredivisie         | 3           | 0          |
| 1992/93 | → Helmond Sport  | Nederland  | Eerste divisie     | 18          | 16         |
| 1993/94 | Fortuna Sittard  | Nederland  | Eerste divisie     | 12          | 3          |
| 1993/94 | → Helmond Sport  | Nederland  | Eerste divisie     | 16          | 7          |
| 1994/95 | Helmond Sport    | Nederland  | Eerste divisie     | 15          | 11         |
| 1995/96 | Helmond Sport    | Nederland  | Eerste divisie     | 21          | 3          |
| 1996/97 | TOP Oss          | Nederland  | Eerste divisie     | 32          | 17         |
| 1997/98 | TOP Oss          | Nederland  | Eerste divisie     | 30          | 24         |
| 1998/99 | MVV              | Nederland  | Eredivisie         | 15          | 2          |
| 1998/99 | → Helmond Sport  | Nederland  | Eerste divisie     | 11          | 4          |
| 1999/00 | BSV Bad Bleiberg | Oostenrijk | Regionalliga Mitte | 22          | 18         |
| 2000/01 | BSV Bad Bleiberg | Oostenrijk | Erste Liga         | 29          | 21         |
| 2001/02 | FC Eindhoven     | Nederland  | Eerste divisie     | 14          | 6          |
| Totaal  | Totaal           | Totaal     | Totaal             | 256         | 140        |

## Trivia
Jerry Taihuttu is een jongere broer van John Taihuttu, eveneens een oud-profvoetballer bij VVV-Venlo en Fortuna Sittard.